# Daru Lowen
Daru Lowen är en ort i Gambia. Den ligger i regionen North Bank, i den västra delen av landet, 50 km öster om huvudstaden Banjul. Antalet invånare var 260 vid folkräkningen 2013.